# Vicente Olivares Laguna
Vicente Olivares Laguna (Tavernes Blanques, 24 de juny de 1920 - Madrid, 18 de juny de 1986) fou un futbolista valencià de la dècada de 1940.

## Trajectòria
Començà a destacar al Llevant UE enre 1937 i 1939, passant a continuació al RCD Espanyol, on jugà la temporada 1939-40. Amb l'Espanyol guanyà una Copa i el Campionat de Catalunya. Després fou traspassat al Reial Madrid, on alternà amb homes com Jacinto Quincoces, Simón Lecue, José Mardones i Juan Antonio Ipiña. Posteriorment jugà al CD Málaga i a la UD Salamanca.

## Palmarès
- Campionat de Catalunya de futbol:
  - 1939-40
- Copa espanyola:
  - 1939-40